# Делфин (съзвездие)
Делфин е малко съзвездие в северното полукълбо, близо до небесния екватор. Характерната фигура на съзвездието наподобява ромб с дръжка. В ясна нощ в съзвездието могат да бъдат видени до 30 звезди, но са много слаби. Основните звезди са от четвърта звездна величина. Гама от Делфин е двойна звезда.
Може да се срещне в 21:00 часа през месец Септември.